# Deveatnîkî, Jîdaciv
Deveatnîkî (în ucraineană Дев'ятники) este localitatea de reședință a comunei Deveatnîkî din raionul Jîdaciv, regiunea Liov, Ucraina.

## Demografie
Componența lingvistică a localității Deveatnîkî
     Ucraineană (100%)
Conform recensământului din 2001, toată populația localității Deveatnîkî era vorbitoare de ucraineană (100%).